# Strade nazionali in Francia

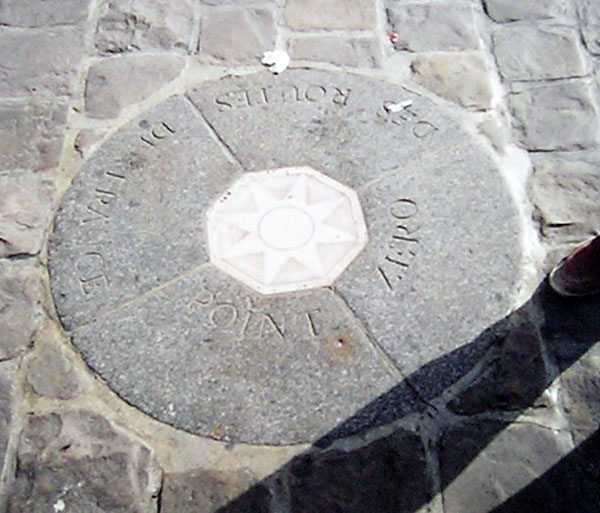
Chilometro zero di Parigi

Le strade nazionali in Francia, dette routes nationales, sono indicate con la lettera N.
La legge di decentralizzazione del 13 agosto 2004 ha trasferito ai dipartimenti (province) la stragrande maggioranza delle strade statali, salvo le « strade nazionali d’interesse locale ». Un decreto del 6 dicembre 2005 stabilisce la ridottissima lista delle strade rimaste statali. Le strade statali furono conservate solo dove le grandi vie di comunicazione transregionali non potevano essere trasformate in autostrade o superstrade in concessione. Generalmente le strade in prosecuzione di un raccordo autostradale fino ad una strada ex statale sono rimaste classificate nazionali.
La numerazione è cambiata in maniera molto semplice, aggiungendo la cifra "1" davanti al numero precedente. Esempio: la strada statale N 6 è diventata la strada dipartimentale D 1006.
La conseguenza di questo cambiamento radicale è stato il trasferimento dei costi della manutenzione ordinaria e straordinaria dallo stato alle province con l'impennata delle imposte comunali, provinciali e regionali per tutti i cittadini.
Nel gennaio 2018, il governo francese ha deciso di abbassare la velocità sulle strade da 90 a 80 km/h. Nel 2020, dopo le proteste del Movimento dei gilet gialli, il limite di velocità sulle strade extraurbane è stato lasciato alla decisione dei prefetti di ogni dipartimento.
La legge n. 2024-250 del 22 marzo 2024 ha trasferito ai relativi dipartimenti la totalità della rete stradale statale ancora sotto la responsabilità dello stato francese.

## Rete delle strade nazionali ante 2005

### Numeri da 1 a 25
| Numero | Percorso |
| ------ | --- |
| N1     | Parigi - Beauvais - Amiens - Abbeville - Boulogne-sur-Mer - Calais - Dunquerque - Belgio (N39) |
| N2     | Parigi - Soissons - Laon - Maubeuge - Belgio (N6) |
| N3     | Parigi - Meaux - Château-Thierry - Épernay - Châlons-en-Champagne - Verdun - Metz - Germania (B41) |
| N4     | Parigi - Vitry-le-François - Saint-Dizier - Toul - Blâmont - Sarrebourg - Strasburgo - Germania (B28) |
| N4A    | Vincennes (N34) - Joinville-le-Pont (N186) |
| N5     | Digione - Dole - Svizzera (Ginevra) - Thonon-les-Bains - Saint-Gingolph - Svizzera (21) |
| N6     | Parigi - Melun - Fontainebleau - Sens - Auxerre - Chalon-sur-Saône - Mâcon - Lione - Chambéry - Modane - Italia (SS 25) |
| N7     | Parigi - Fontainebleau - Montargis - Cosne-Cours-sur-Loire - Nevers - Moulins - Roanne - Lione - Vienne - Valence - Montélimar - Orange - Avignon - Aix-en-Provence - Fréjus - Saint-Raphaël - Cannes - Antibes - Nizza - Menton - Italia (SS 1) |
| N8     | Aix-en-Provence - Marsiglia - Aubagne - Tolone |
| N9     | Moulins - Clermont-Ferrand - Issoire - Saint-Chély-d'Apcher - Marvejols - Banassac - Millau - Clermont-l'Hérault - Béziers - Narbonne - Perpignano - Spagna (N-II)                                                                               |
| N10    | Saint-Cyr-l'École - Rambouillet - Chartres - Tours - Châtellerault - Poitiers - Angoulême - Bordeaux - Biarritz - Spagna (N-I) |
| N11    | Poitiers (N10) - Niort - La Rochelle |
| N12    | Jouy-en-Josas - Dreux - Alençon - Fougères - Liffré - Rennes - Saint-Brieuc - Brest |
| N13    | Parigi - Saint-Germain-en-Laye - Orgeval - Mantes-la-Jolie - Évreux - Lisieux - Caen - Cherbourg |
| N14    | Parigi - Enghien - Pontoise - Rouen |
| N15    | Bonnières-sur-Seine (A13) - Rouen - Yvetot - Le Havre |
| N16    | Pierrefitte (N1) - Creil - Clermont |
| N17    | Le Bourget (N2) - Senlis - Arras - Lilla - Halluin - Belgio (N32) |
| N18    | Étain - Longuyon - Longwy - Belgio (N830) |
| N19    | Parigi - Provins - Troyes - Chaumont - Langres - Vesoul - Belfort - Svizzera |
| N20    | Parigi - Étampes - Orléans - Vierzon - Châteauroux - Limoges - Brive - Cahors - Montauban - Tolosa - Foix - Bourg-Madame - Spagna (N-152) |
| N21    | Limoges - Périgueux - Bergerac - Agen - Auch - Tarbes - Argelès-Gazost |
| N22    | N20 tra Foix e Bourg-Madame - Andorra |
| N23    | Chartres - Le Mans - Angers - Nantes |
| N24    | Rennes - Lorient |
| N25    | Amiens - Arras |

### Numeri da 26 a 50
| Numero | Percorso                                                                                                  |
| ------ | --- |
| N26    | Verneuil-sur-Avre (N12) - Argentan                                                                        |
| N27    | Rouen - Dieppe                                                                                            |
| N28    | Rouen - Abbeville - Dunkerque                                                                             |
| N29    | Yvetot - Amiens - San Quintino - La Capelle                                                               |
| N30    | Bapaume - Cambrai - Valenciennes - Quiévrain                                                              |
| N31    | Rouen - Beauvais - Compiègne - Soissons - Reims                                                           |
| N32    | Compiègne - La Fère                                                                                       |
| N33    | Saint-Avold - Creutzwald                                                                                  |
| N34    | Vincennes - Coulommiers - Esternay                                                                        |
| N35    | Saint-Dizier - Bar-le-Duc - Verdun                                                                        |
| N36    | Meaux - Melun                                                                                             |
| N37    | A6 - RN7                                                                                                  |
| N38    | |
| N39    | Arras - Hesdin - Le Touquet-Parigi-Plage                                                                  |
| N40    | |
| N41    | Béthune - Lilla                                                                                           |
| N42    | Boulogne-sur-Mer - Saint-Omer - Bailleul                                                                  |
| N43    | Metz - Sedan - La Capelle - Charleville-Mézières - Cambrai - Douai - Lens - Béthune - Saint-Omer - Calais |
| N44    | Cambrai - San Quintino - Laon - Reims - Châlons-en-Champagne - Vitry-le-François                          |
| N45    | Douai - Valenciennes                                                                                      |
| N46    | |
| N47    | Lens - La Bassée                                                                                          |
| N48    | |
| N49    | Valenciennes - Maubeuge - Jeumont - Belgio (N54)                                                          |
| N50    | Arras - Douai                                                                                             |

### Numeri da 51 a 75
| Numero | Percorso                                                                                        |
| ------ | ----------------------------------------------------------------------------------------------- |
| N51    | Épernay - Reims - Charleville-Mézières - Givet                                                  |
| N52    | Metz - Thionville - Longwy                                                                      |
| N53    | Thionville - Évrange                                                                            |
| N54    |                                                                                                 |
| N55    |                                                                                                 |
| N56    | Saint-Avold - Sarralbe                                                                          |
| N57    | Metz - Nancy - Épinal - Vesoul - Besançon - Pontarlier - Ballaigues                             |
| N58    | Sedan - Bouillon                                                                                |
| N59    | Nancy - Saint-Dié-des-Vosges - Sélestat                                                         |
| N60    | Orléans - Montargis - Sens - Troyes                                                             |
| N61    | Phalsbourg - Saarbrücken                                                                        |
| N62    | Sarreguemines - Haguenau                                                                        |
| N63    | Strasburgo - Haguenau - A35                                                                     |
| N64    |                                                                                                 |
| N65    | Auxerre - A6                                                                                    |
| N66    | Remiremont - Mulhouse - Basilea                                                                 |
| N67    | Saint-Dizier - Chaumont                                                                         |
| N68    |                                                                                                 |
| N69    |                                                                                                 |
| N70    | Paray-le-Monial - Montchanin                                                                    |
| N71    | Troyes - Digione                                                                                |
| N72    | Accesso alla A6 a Mâcon-Nord.                                                                   |
| N73    | Besançon - Dole - Chalon-sur-Saône                                                              |
| N74    | Sarreguemines - Château-Salins - Nancy - Toul - Chaumont - Langres - Digione - Beaune - Corpeau |
| N75    | Bourg-en-Bresse - Grenoble - Sisteron                                                           |

### Numeri da 76 a 100
| Numero | Percorso                                                                             |
| ------ | ------------------------------------------------------------------------------------ |
| N76    | Tours - Vierzon - Bourges - Saint-Pierre-le-Moûtier                                  |
| N77    | Auxerre - Troyes - Châlons-en-Champagne                                              |
| N78    | Chalon-sur-Saône - Louhans - Lons-le-Saunier - Saint-Laurent-en-Grandvaux            |
| N79    | Montmarault - Mâcon - Bourg-en-Bresse                                                |
| N80    | Autun - Le Creusot - Chalon-sur-Saône                                                |
| N81    | Nevers - Autun - Pouilly-en-Auxois                                                   |
| N82    | Roanne - Saint-Étienne - Chanas                                                      |
| N83    | Lione - Bourg-en-Bresse - Lons-le-Saunier - Besançon - Belfort - Colmar - Strasburgo |
| N84    | Lione - Nantua - Bellegarde-sur-Valserine                                            |
| N85    | Bourgoin-Jallieu - Grenoble - Gap - Digne-les-Bains - Grasse - Cannes                |
| N86    | Lione - Nîmes                                                                        |
| N87    | Grenoble                                                                             |
| N88    | Lione - Saint-Étienne - Le Puy-en-Velay - Mende - Rodez - Albi - Tolosa              |
| N89    | Lione - Thiers - Clermont-Ferrand - Tulle - Périgueux - Libourne - Bordeaux          |
| N90    | Grenoble - Albertville - Bourg-Saint-Maurice - Col du Petit Saint-Bernard            |
| N91    | Grenoble - Briançon                                                                  |
| N92    | Romans-sur-Isère - Moirans                                                           |
| N93    | Viviers - Pierrelatte                                                                |
| N94    | Gap - Montgenèvre                                                                    |
| N95    | Tain-l'Hermitage - A7 (uscita 13)                                                    |
| N96    | Aubagne - Aix-en-Provence - Manosque - Château-Arnoux-Saint-Auban                    |
| N97    | Tolone - Le Luc                                                                      |
| N98    | Tolone - Fréjus - Saint-Raphaël - Cannes - Nizza - Mentone                           |
| N99    |                                                                                      |
| N100   | Remoulins - Avignon - Apt - Forcalquier                                              |

### Numeri da 101 a 125
| Numero | Percorso |
| ------ | --- |
| N101   | Contournement Est of Remoulins - Link N86-N100                                                                            |
| N102   | Vergongheon - Brioude - Le Puy-en-Velay and Pradelles - Aubenas - Montélimar                                              |
| N103   | Conflans-en-Jarnisy - Briey                                                                                               |
| N104   | Lognes - Évry - Les Ulis (Francilienne)                                                                                   |
| N105   | Melun - Montereau-Fault-Yonne                                                                                             |
| N106   | Nîmes - Alès - Florac - Mende - Saint-Chély-d'Apcher                                                                      |
| N107   | Vedène - Le Pontet - Montfavet                                                                                            |
| N108   | Marvejols - Barjac |
| N109   | Clermont-l'Hérault - Montpellier                                                                                          |
| N110   | Montpellier - Alès |
| N111   | Biriatou - A63 |
| N112   | Montpellier - Béziers - Castres - Albi                                                                                    |
| N113   | Bordeaux - Agen - Tolosa - Carcassonne - Narbonne - Pézenas - Montpellier - Nîmes - Arles - Salon-de-Provence - Marsiglia |
| N114   | Perpignan - Cerbère |
| N115   | Le Boulou - Col d'Ares |
| N116   | Perpignan - Bourg-Madame                                                                                                  |
| N117   | Tolosa - Tarbes - Pau - Bayonne                                                                                           |
| N118   | Sèvres - Les Ulis |
| N119   | |
| N120   | Uzerche - Tulle - Aurillac - Espalion - Rodez                                                                             |
| N121   | Saint-Flour - Espalion |
| N122   | Clermont-Ferrand ou Massiac - Aurillac - Villefranche-de-Rouergue - Tolosa                                                |
| N123   | Chartres |
| N124   | Tolosa - Auch - Mont-de-Marsan - Dax - Saint-Geours-de-Maremne                                                            |
| N125   | Montréjeau - Fos |

### Numeri da 126 a 150
| Numero | Percorso                                                        |
| ------ | --------------------------------------------------------------- |
| N126   | Tolosa - Castres                                                |
| N127   |                                                                 |
| N128   |                                                                 |
| N129   |                                                                 |
| N130   |                                                                 |
| N131   |                                                                 |
| N132   | Cherbourg                                                       |
| N133   |                                                                 |
| N134   | Pau - Tunnel del Somport                                        |
| N135   | Bar-le-Duc - Ligny-en-Barrois                                   |
| N136   | Rennes                                                          |
| N137   | Saint-Malo - Rennes - Nantes - La Rochelle - Saintes - Bordeaux |
| N138   | Rouen - Alençon - Le Mans - Tours                               |
| N139   |                                                                 |
| N140   | Cressensac - Figeac - Rodez                                     |
| N141   | Saintes - Angoulême - Limoges - Aubusson - Clermont-Ferrand     |
| N142   | Bourges                                                         |
| N143   | Tours - Châteauroux                                             |
| N144   | Bourges - Montluçon - Riom                                      |
| N145   | Bellac - Guéret - Montluçon                                     |
| N146   | Avallon - A6                                                    |
| N147   | Angers - Poitiers - Limoges                                     |
| N148   | Sainte-Hermine - Niort                                          |
| N149   | Nantes - Poitiers                                               |
| N150   | Niort - Royan                                                   |

### Numeri da 151 a 175
| Numero | Percorso                                                          |
| ------ | ----------------------------------------------------------------- |
| N151   | Poitiers - Châteauroux - Bourges - La Charité-sur-Loire - Auxerre |
| N152   | Fontainebleau - Orléans - Tours - Angers                          |
| N153   | Thionville - Apach                                                |
| N154   | Louviers - Évreux - Dreux - Chartres - Artenay                    |
| N155   |                                                                   |
| N156   |                                                                   |
| N157   | Orléans - Le Mans - Laval - Rennes                                |
| N158   | Caen - Falaise - Sées                                             |
| N159   |                                                                   |
| N160   | Angers - Cholet - La Roche-sur-Yon - Les Sables-d'Olonne          |
| N161   |                                                                   |
| N162   | Mayenne - Laval - Angers                                          |
| N163   |                                                                   |
| N164   | Montauban-de-Bretagne - Châteaulin                                |
| N165   | Nantes - Vannes - Lorient - Quimper - Brest                       |
| N166   | Ploërmel - Vannes                                                 |
| N167   |                                                                   |
| N168   |                                                                   |
| N169   | Lorient - Roscoff                                                 |
| N170   |                                                                   |
| N171   | La Baule - Châteaubriant - Laval                                  |
| N172   |                                                                   |
| N173   |                                                                   |
| N174   | Carentan - Saint-Lô - Vire                                        |
| N175   | Rennes - Pontorson - Avranches - Caen - Rouen                     |

### Numeri da 176 a 200
| Numero | Percorso                                           |
| ------ | -------------------------------------------------- |
| N176   | Pré-en-Pail - Domfront - Dinan - Échangeur N12/E50 |
| N177   | Pont-l'Évêque - Trouville-sur-Mer                  |
| N178   |                                                    |
| N179   |                                                    |
| N180   |                                                    |
| N181   |                                                    |
| N182   |                                                    |
| N183   |                                                    |
| N184   | Saint-Germain-en-Laye - l'Isle Adam                |
| N185   |                                                    |
| N186   |                                                    |
| N187   |                                                    |
| N188   | Massy / A10 - Les Ulis                             |
| N189   |                                                    |
| N190   |                                                    |
| N191   | Mennecy - Étampes - Ablis                          |
| N192   |                                                    |
| N193   | Bastia - Corte - Ajaccio                           |
| N194   |                                                    |
| N195   |                                                    |
| N196   | Ajaccio - Bonifacio                                |
| N197   | Ponte Leccia - Calvi                               |
| N198   | Casamozza - Bonifacio                              |
| N199   |                                                    |
| N200   |                                                    |

### Numeri da 201 e oltre
| Numero | Percorso                                                                                               |
| ------ | --- |
| N201   | Suisse-Perly N°1 - Saint-Julien-en-Genevois - Annecy - Aix-les-Bains - Chambéry A-41S                  |
| N202   | Nizza - Puget-Théniers - Barrême                                                                       |
| N204   | Tenda - Breil-sur-Roya                                                                                 |
| N205   | Annemasse - Chamonix - Mont Blanc Tunnel                                                               |
| N206   | Bellegarde-sur-Valserine - Saint-Julien-en-Genevois - Annemasse - Douvaine                             |
| N209   | Varennes-sur-Allier - Vichy - Gannat                                                                   |
| N212   | Sallanches - Megève - Ugine - Albertville                                                              |
| N215   | Bordeaux - pointe de Grave                                                                             |
| N220   | |
| N248   | Épannes - A10 Echangeur n. 33                                                                          |
| N249   | Nantes - Cholet - Le Peux                                                                              |
| N250   | Bordeaux - Arcachon                                                                                    |
| N268   | La Fossette - Port-Saint-Louis-du-Rhône                                                                |
| N274   | Boulevard périphérique de Dijon                                                                        |
| N304   | Aubenas - Loriol-sur-Drôme                                                                             |
| N312   | Agde - A9 Echangeur n. 34                                                                              |
| N313   | Aimargues - A9 Echangeur n. 26                                                                         |
| N320   | L'Hospitalet-près-l'Andorre - Colle del Puymorens - Porté-Puymorens                                    |
| N330   | Creil - Senlis - Meaux                                                                                 |
| N346   | Rocade Est di Lione                                                                                    |
| N383   | Boulevard périphérique di Lione                                                                        |
| N420   | Molsheim - Saint-Dié-des-Vosges                                                                        |
| N520   | Tangenziale di Limoges (16 km)                                                                         |
| N544   | Fos-sur-Mer - La Fossette                                                                              |
| N545   | Fos-sur-Mer - Raffinerie Esso                                                                          |
| N546   | Fos-sur-Mer - D.P.F.                                                                                   |
| N568   | Raphèle-lès-Arles - Martigues - Marsiglia                                                              |
| N569   | Orgon - Miramas - Istres - Fos-sur-Mer                                                                 |
| N570   | Avignon - Tarascon - Arles                                                                             |
| N2013  | Cherbourg                                                                                              |
| N572   | Lunel - Aimargues - Vauvert - Saint-Gilles - Arles - Salon-de-Provence                                 |
| N618   | Saint-Jean-de-Luz - Col d'Aubisque - Col d'Aspin - Bagnères-de-Luchon - Saint-Girons - Argelès-sur-Mer |
| N814   | Boulevard périphérique de Caen                                                                         |